# Vymírání trias–jura
Vymírání na přelomu triasu a jury nastalo zhruba před 201,3 milionu let a je zařazováno do tzv. velké pětky vymírání, pěti největších extinkcí v dějinách života na Zemi.

## Charakteristika
Vyhynulo při něm asi 23 % čeledí a 48 % všech tehdejších rodů. Jeho příčiny jsou nejasné a nejčastěji se hovoří o gradujících změnách klimatu, fluktuaci hladiny moří, vulkanismu nebo dopadech asteroidů. Vliv měl i nedostatek kyslíku v oceánech. Důsledkem tohoto vymírání vymizela většina nedinosauřích archosaurů a také většina synapsidů, z nichž přežili jen praví savci. Obecně se tvrdí, že také díky této katastrofě mohli dinosauři ovládnout suchozemské ekosystémy v následující juře a křídě. Mezi rostlinami přežily toto vymírání zejména druhy s tužšími a mohutnějšími listy. Objevují se však také názory, že k tomuto vymírání vlastně nedošlo, neboť mělo podobu několik milionů let trvajících postupných biotických krizí. Přinejmenším jedna výrazná biotická krize v období pozdního svrchního triasu (věk rét, relativně krátce před vymíráním na přelomu triasu a jury) je doložitelná v tehdejších mořských ekosystémech Tethydy.

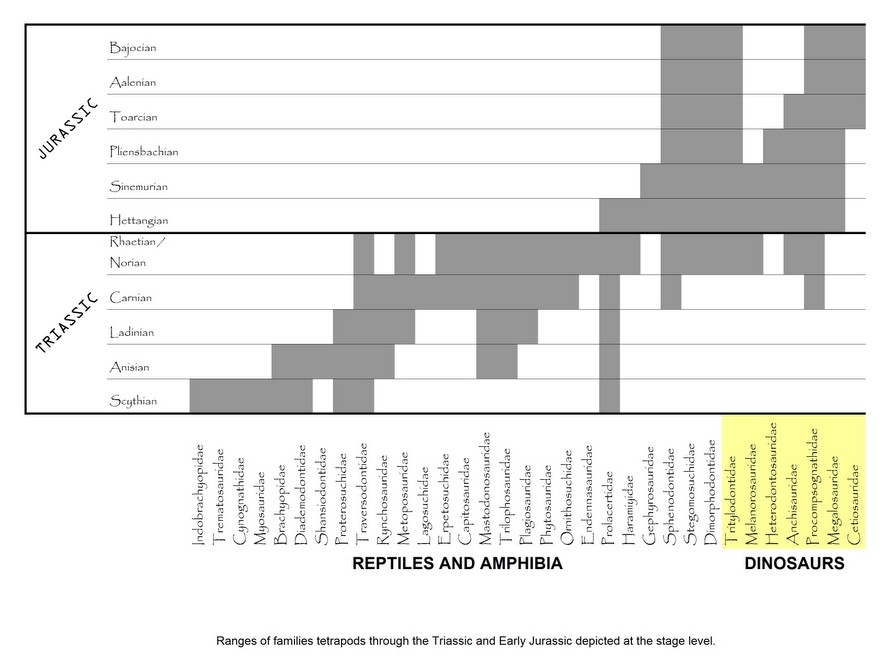
Graf, zobrazující vymírání různých skupin obratlovců na přelomu triasu a jury

Koncem období triasu docházelo k dlouhodobější kontinuální vlně vymírání, kulminující samotným hromadným vymíráním na přelomu triasu a jury před 201,3 milionu let. K vymírání ale docházelo již na přelomu geologických věků nor a rét, asi před 205 miliony let.
Podle jiných výzkumů k největší vlně vymírání dochází naopak až později, a to v řádu stovek tisíciletí. Vymírá asi 28 až 34 % rodů tehdejších mořských živočichů.

## Příčiny
Přesné příčiny tohoto vymírání dosud nejsou známé. Je nicméně jisté, že došlo k výraznému zasažení ekosystémů vlivem enormní sopečné činnosti a snad i dalších, dosud málo prozkoumaných jevů. Ukazuje se, že na konci triasu patrně docházelo i k masivním požárům, které zasáhly velké rozlohy tehdejších lesních porostů. Na přelomu triasu a jury také dochází k výraznému úbytku dochovaných kosterních fosilií tehdejších obratlovců.
Zásadní roli měla pravděpodobně enormní sopečná činnost v rámci Středoatlantické magmatické provincie (CAMP), jejíž nejvýznamnější fáze probíhala asi před 201,5 až 201,4 miliony let.

### Kráter Rochechouart
Dlouhou dobu se předpokládalo, že s vyhynutím mohl souviset impaktní kráter Rochechouart ve Francii. Ten je ale pro zavinění globální katastrofy příliš malý (asi 20 – 30 km v průměru) a také příliš geologicky starý, podle nejnovějšího datování z roku 2017 předchází totiž událost na konci triasu asi o 5 milionů let (jeho stáří činí zhruba 206 milionů let).

### Sopečná činnost
Mezi nejpravděpodobnější příčiny vymírání patří extrémně silná vulkanická činnost na konci triasového období, pro niž existuje množství geochemických a sedimentologických důkazů, například z území dnešní Brazílie. Jedním z významných faktorů při vymírání přitom mohly být mutagenní látky, vyvrhované ve velkém objemu tehdejšími vulkány (jejichž vliv byl prokázán zejména u tehdejších rostlin).
Výzkum izotopů chemických prvků platinové skupiny (zejména pak iridia) v horninách příslušného stáří dokazuje, že vymírání bylo s největší pravděpodobností způsobeno masivní vulkanickou činností v rámci CAMP (Centrální atlantické magmatické provincie), nikoliv impaktem mimozemského tělesa.
Jedním z faktorů významných pro vymírání byla i extrémně velká produkce oxidu uhličitého, vypouštěného sopkami v rámci CAMP do ovzduší. Některé hodnoty, zjištěné z fosilního a geologického záznamu, se blíží současným emisím produkovaným lidskou civilizací.
Některé novější studie však dokládají, že příčinou tohoto vymírání mohly být spíše cyklické změny v hladině moří a oceánů, které výrazně ovlivnily pozemský uhlíkový cyklus.
Vulkanická činnost v rámci CAMP mělo podle nových zjištění drastické účinky také na tehdejší vegetaci, což dokládají výzkumy z evropských lokalit.

## Vymírání archosauromorfů
Vymírání na konci triasu je typické zmizením velké části druhové biodiverzity vývojově primitivních (bazálních) archosauromorfů – například dinosauromorfů, terapsidů a dalších. Výzkumy nepotvrdily, že by hlavní roli v tomto vymírání hrály například rozměry nebo jiné vlastnosti. Existuje však fylogenetický trend pro větší pravděpodobnost vyhynutí blízce příbuzných linií.
Při tomto vymírání vyhynula většina velkých plazů ze skupin Therapsida a Pseudosuchia, díky čemuž se dominantními formami suchozemských obratlovců stali na dalších 135 milionů let dinosauři.